# Doc Rivers
Glenn Anton "Doc" Rivers  (Chicago, 13. listopada 1961.) umirovljeni je američki profesionalni košarkaš. Igrao je na poziciji razigravača, a izabran je u 2. krugu (31. ukupno) NBA drafta 1983. od strane Atlanta Hawksa. Trenutačno je glavni trener Philladelphije. 

## Igračka karijera
Rivers se nakon završetka sveučilišta Marquette odlučio prijaviti na draft. Izabran je u 2. krugu (31. ukupno) NBA drafta 1983. od strane Atlanta Hawksa. Sljedećih sedam profesionalnih sezona proveo je kao starter Hawksa, te je bio druga zvijezda momčadi iza Dominiquea Wilkinsa. U sezoni 1986./87. u prosjeku je bio na double-double učinku - 12.4 poena i 10.0 asistencija po utakmici. Jednu sezonu proveo je kao starter u momčadi Los Angeles Clippersa i još dvije kao član New York Knicksa. Svoju profesionalnu karijeru završio je kao solidan igrač s klupe u momčadi San Antonio Spursa.

## Trenerska karijera

### Orlando Magic
Trenersku karijeru započeo je 1999. u Orlando Magicu. U svojoj prvoj trenerskoj sezoni osvojio je nagradu za najboljeg trenera NBA lige, jer je početkom iste sezone preuzeo momčad s dna lige i odveo ih u doigravanje. Orlando je vodio još tri sezone, ali je 2003. nakon lošeg ulaska u sezonu otpušten s mjesta glavnog trenera. Jednu godinu radio je kao komentator u televizijskom programu NBA on ABC. 

### Boston Celtics
Nakon toga preuzeo je mjesto glavnog trenera Boston Celticsa. U prvoj sezoni zabilježio je pozitivan omjer i odveo Celticse u doigravanje. Međutim, klub je odlučio stvoriti novu momčad, a posljedice toga bio je pad na dno NBA lige. Generalni menadžer Celticsa odlučio je promijeniti momčad i stvoriti momčad koja će se boriti za NBA naslov. Prvo veliko pojačanje bio je Kevin Garnett iz Minnesote Timberwolvesa, dok je drugo veliko pojačanje bio je Ray Allen iz Seattle SuperSonicsa. Oformili su trojac "Big Three" i Celticsi su odmah postali najveći favoriti za NBA naslov. Osvojili su Istočnu konfernciju, dok su u doigravanju bez većih problema stigli do NBA finala i ondje igrali protiv starih rivala Los Angeles Lakersa. Celticsi su osvojili svoj 17. NBA naslov i poslije 22 godine ponovno osvojili NBA prsten. Sljedeće sezone doveli su mnoga pojačanja, dok ih je od važnijih igrača napustio samo James Posey. Ponovo su krenuli u osvajanje novog naslova, ali im se prije početka doigravanja ozljedio Garnett. To je stvorilo velike probleme momčadi Celticsa i bili su zaustavljeni u drugom krugu od kasnijih finalista Orlando Magica.

### Los Angeles Clippers
Nakon tjedana pregovora, pa čak i "nagovaranja" čelništva NBA lige, Doc Rivers novi je trener košarkaške momčadi iz Los Angelesa. Rivers je nakon devet sezona napustio klupu Boston Celticsa, s kojima je 2008. godine osvojio NBA naslov, te na klupi Clippersa zamijenio Vinnyja Del Negra, ali i dobio slobodne ruke kada je dovođenje igrača u pitanju. Naime, Rivers je osim trenera imenovan i "seniorskim potpredsjednikom košarkaških operacija".

## Privatan život
Rivers je nećak bivšeg NBA igrača Jima Brewera. Živi u Orlandu na Floridi, zajedno sa ženom Kristen Rivers i četvero djece. Njegov najstariji sin Jeremiah igrao je košarku na Georgetownu, prije nego što se preselio na sveučilište Indiana. Njegova kćer Callie igra za odbojkašku momčad, a njegov najmlađi sin Austin za košarkašku momčad sveučilišta Florida. Austina se smatra među 10 najbolji NBA prospekata klase 2011. godine. Rivers je bratić bivšeg NBA igrača Byrona Irvina i MLB igrača Kena Singletona.

## Trenerska statistika
| Klub   | Godina    | Uta. | Pob. | Izg. | Pob.–Izg.% | Završetak                | Uta. vodio | Uta. pob. | Uta. izg. | Rezultat                         |
| ------ | --------- | ---- | ---- | ---- | ---------- | ------------------------ | ---------- | --------- | --------- | -------------------------------- |
| ORL    | 1999./00. | 82   | 41   | 41   | .500       | 4. u Atlantskoj diviziji | —          | —         | —         | Propustili doigravanje           |
| ORL    | 2000./01. | 82   | 43   | 39   | .524       | 4. u Atlantskoj diviziji | 4          | 1         | 3         | Poraz u prvom krugu doigravanja  |
| ORL    | 2001./02. | 82   | 44   | 38   | .537       | 3. u Atlantskoj diviziji | 4          | 1         | 3         | Poraz u prvom krugu doigravanja  |
| ORL    | 2002./03. | 82   | 42   | 40   | .512       | 4. u Atlantskoj diviziji | 7          | 3         | 4         | Poraz u prvom krugu doigravanja  |
| ORL    | 2003./04. | 11   | 1    | 10   | .091       | (otpušten)               | —          | —         | —         | —                                |
| BOS    | 2004./05. | 82   | 45   | 37   | .549       | 1. u Atlantskoj diviziji | 7          | 3         | 4         | Poraz u prvom krugu doigravanja  |
| BOS    | 2005./06. | 82   | 33   | 49   | .402       | 3. u Atlantskoj diviziji | —          | —         | —         | Propustili doigravanje           |
| BOS    | 2006./07. | 82   | 24   | 58   | .293       | 5. u Atlantskoj diviziji | —          | —         | —         | Propustili doigravanje           |
| BOS    | 2007./08. | 82   | 66   | 16   | .805       | 1. u Atlantskoj diviziji | 26         | 16        | 10        | Pobjeda u NBA finalu             |
| BOS    | 2008./09. | 82   | 62   | 20   | .756       | 1. u Atlantskoj diviziji | 14         | 7         | 7         | Poraz u drugom krugu doigravanja |
| Ukupno |           | 749  | 401  | 348  | .535       |                          | 62         | 31        | 31        |                                  |

## Vanjske poveznice
- Trenerski profil na NBA.com
- Trenerski profil na DatabaseBasketball.com
- Igrački profil na DatabaseBasketball.com